# Lepus othus
Lepus othus là một loài động vật có vú trong họ Leporidae, bộ Thỏ. Loài này được Merriam mô tả năm 1900.